# Hausbach (Schwarzlofer)
Der Hausbach ist ein Bergbach im Gemeindegebiet von Reit im Winkl im oberbayerischen Landkreis Traunstein, der nach rund vier Kilometer langem, erst südöstlichem, dann südwestlichem Lauf von rechts in die Schwarzlofer mündet. 

## Verlauf
Der Bach entsteht an der Südseite des Schwarzbergs nordwestlich von Reit im Winkl in einer Hangmulde. Er fließt nach dieser zunächst südostwärts und fällt bei Reit im Winkl am Hausberg markant über den Hausbachfall zum Dorfgebiet, welches er anschließend teilweise verdolt durchquert. Nach von dort an ruhigerem talwärtigem Verlauf nach Südwesten mündet er nahe der Kläranlage von rechts in die Lofer.
Oberhalb des Baches verläuft abschnittsweise der Hausbachfallklettersteig.